# Caulnes
Caulnes (bretonska: Kaon) är en kommun i departementet Côtes-d'Armor i regionen Bretagne i nordvästra Frankrike. Kommunen ligger i kantonen Caulnes som tillhör arrondissementet Dinan. År 2022 hade Caulnes 2 506 invånare.

## Befolkningsutveckling
Antalet invånare i kommunen Caulnes
Referens:INSEE